# Daniel Johansson (fotbollsspelare)
Per Daniel Johansson, född 28 juli 1987 i Sankt Peters församling, Lund, är en svensk fotbollsspelare (försvarare) som spelar för Stafsinge IF. Han har spelat över 200 ligamatcher för Falkenbergs FF.

## Karriär
Johansson är uppvuxen i Falkenberg och började spela fotboll i Stafsinge IF. Han debuterade i klubbens A-lag som trettonåring. Johansson gick, som 17-åring, över till Halmstads BK 2005. 2006 blev han lärling i A-truppen och 2008 fick han A-lagskontrakt. Han gjorde allsvensk debut 29 oktober 2008 mot Hammarby IF, en match som HBK förlorade med 2–1. Han spelade två allsvenska matcher samt totalt fyra matcher för Halmstads BK.
Halmstads BK valde att inte förnya Johanssons kontrakt och i december 2008 skrev han på ett tvåårskontrakt med Superettanklubben Falkenbergs FF. I december 2012 förlängde han sitt kontrakt med tre år. Inför säsongen 2016 förlängde han kontraktet med två år.
I december 2017 återvände Johansson till moderklubben Stafsinge IF.